# 서울특별시청사
서울특별시 청사(서울特別市 廳舍, 영어: Seoul City Hall)는 대한민국 서울특별시 중구 세종대로 110에 위치한 행정 건물이다. 서울의 행정을 총괄하는 서울특별시청이 자리한 건물로, 지금의 신 청사는 2008년에 착공되어 2012년 9월에 완공되었다. 
신 청사 앞의 구 청사는 1926년에 완공된 건물로 현재는 서울도서관으로 활용되고 있다. 청사 앞에는 서울광장이 자리해 있으며, 수도권 전철 1호선, 2호선의 환승역인 시청역과 가깝다.

## 역사

### 구 청사

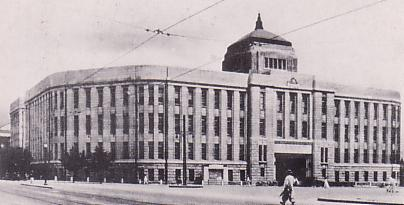
건립 당시의 모습

현재 서울특별시청사 앞에 자리한 구 청사는 본래 경성부청으로 건립되었다. 조선총독부 건축과기사 이와쓰키 요시유키의 설계로, 1924년부터 2년 3개월의 공사 끝에 1926년 1월 30일 완공되었었다. 건설 과정에서 조선총독부 청사의 자재를 활용하였다. 당시 이 건물은 조선총독부 청사, 경성역사와 함께 3대 신식 건물로 꼽혔다.
1945년 광복 후 서울특별시청 건물로 쓰이게 되었다. 이 건물은 6차례 증축되었으며 특히 1962년 북관, 1986년 신관을 증축하였다. 두 건물은 2006년 초에 신청사 건설을 위해 철거되었다. 1975년부터 본관에 전광판 시계를 달았는데, 이명박 시장 재임 기간에 대형 바늘시계로 바뀌었다. 
2013년 6월부터 외관에 '꿈새김판'이라는 거대 글판을 걸어놓고 있다. 서울광장을 지나는 시민들에게 위로와 희망, 공감할 수 있는 메시지를 전하기 위해 운영되고 있다. 꿈새김판에 들어갈 문구는 20자 이내의 순수 창작품으로 제한되며 시민 공모를 통해 선정한다. 최초의 문구는 '잊지마세요. 당신도 누군가의 영웅입니다.'이며, 2013년 6월~9월 동안 내걸렸다. 2017년 3월 21일부터는 '처음 뵙겠습니다, 오늘입니다.'라는 문구가 달려 있다.
2003년 대한민국의 국가등록문화재 제52호로 등록되었다. 신 청사 완공 후인 2012년 10월 26일부터 서울도서관으로 활용되고 있다.

### 신 청사 건립
2007년 10월 초에 주차장으로 쓰이던 새 청사 예정 부지에 지상 19층 높이의 새 청사가 착공될 예정이었으나, 기존 청사를 해체한다는 발상에 문화재청과 여론의 반대로 무산되었다. 저층부(전체 건물의 34%가량)를 시민들을 위한 문화·관광시설로 이용할 계획이었던 이 청사는 총 건축비 1565억 원을 들여 3겹의 샌드위치 모양으로 건설할 예정이었지만, 이 설계안이 "수도 서울의 상징성과 역사성, 대표성이 부족하다."라는 여론에 따라 서울시 신청사를 재설계하게 되었다.
2008년 2월 18일 서울시 신청사 설계경기에서 유걸의 설계안이 당선되었다. 건물 앞부분의 상층부는 곡선 모양으로 튀어나오도록 설계되었다. 설계자 유걸은 신청사에 전통, 시민, 미래의 세 가지 키워드를 담았으며, 한국의 전통건축 양식이 가진 저층의 수평적 요소와 처마지붕의 깊은 음영과 곡선미를 재해석한 이미지를 반영했다.
2008년 5월 20일, 덕수궁에 대한 고도 제한으로 인해 기존안의 22층에서 13층으로 층수가 대폭 조정된 신청사의 공사가 시작되었다. 2008년 8월 26일, 서울시에서 기존 청사의 '태평홀'을 철거 후 복원하기 위해 태평홀을 철거하자 문화재청에서 이에 대한 반발로 사적 가지정을 하여서 태평홀 해체 공사가 일시적으로 중단되었다. 그 뒤로 서울시와 문화재청은 공방을 계속하다가, 2009년 1월 8일에 태평홀이 철거되며 공방이 마무리되었다.
신청사는 당초 2011년 2월에 완공될 예정이었으나 2011년 3월, 2012년 1월, 2012년 5월 등으로 완공 시기가 계속 늦춰지다가 결국 2012년 8월 29일에 완공되어 2012년 9월 1일에 시 직원들이 입주했다. 신청사는 미래형 친환경 건물로 지어져서, 다른 지방의 소위 '유리 궁전'이라 불리는 청사들과는 달리 외부 벽체의 '커튼 월'과 벽면 녹화 등도 갖추었다. 신청사에는 시민문화공간과 함께 종합민원센터인 다산프라자 등 관련 업무 시설이 들어섰으며, 서울도서관으로 리모델링된 구청사까지 연결 통로가 설치되었다. 구청사의 시장실 또한 시민들을 위해 개방되었다.
2013년 4월 서소문별관 1동 13층에 정동전망대가 오픈하였다.

## 전망대
서울시청 서소문별관 1동 13층에 정동전망대가 위치하고 있다. 이용시간은 오전 9시부터 오후 9시(연중개방), 토요일 및 공휴일은 오전 9시부터 오후 6시까지다. 이용요금은 무료다.

## 대중문화에서의 등장
2014년에 방영된 풀 하우스에 나온다.

## 갤러리

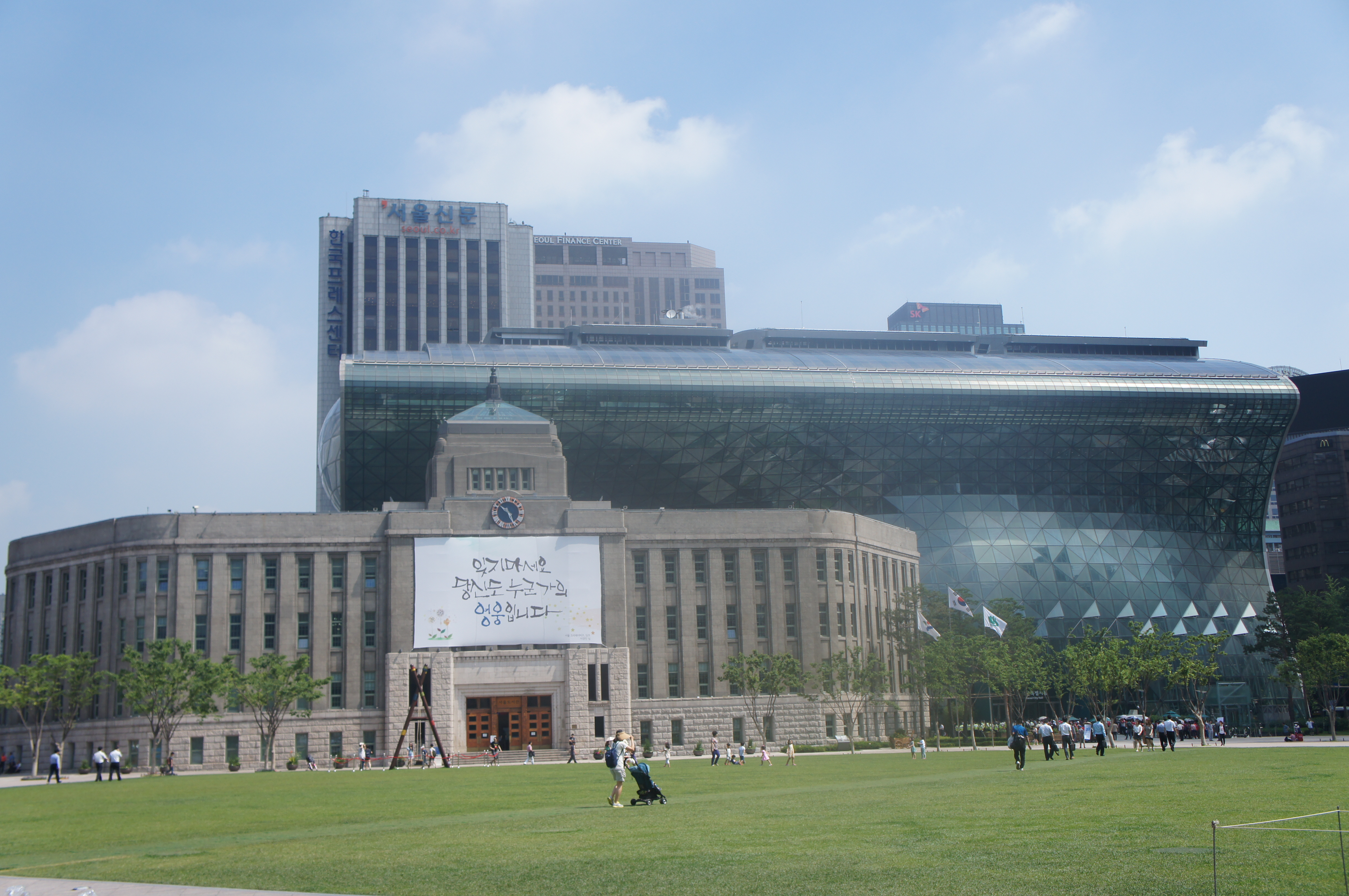
2013년

## 같이 보기
- 서울특별시청
- 서울특별시의회
- 서울광장

## 교통
- ● 수도권 전철 1호선, ● 서울 지하철 2호선 시청역